# Joachim Pirsch
Joachim Pirsch (26 de octubre de 1914-25 de agosto de 1988) fue un deportista alemán que compitió en remo.
Participó en los Juegos Olímpicos de Berlín 1936, obteniendo una medalla de plata en la prueba de doble scull. Ganó una medalla de oro en el Campeonato Europeo de Remo de 1937.

## Palmarés internacional
| Juegos Olímpicos   | Juegos Olímpicos         | Juegos Olímpicos | Juegos Olímpicos |
| Año                | Lugar                    | Medalla          | Prueba           |
| ------------------ | ------------------------ | ---------------- | ---------------- |
| 1936               | Berlín (Alemania)        | Medalla de plata | Doble scull      |
| Campeonato Europeo |                          |                  |                  |
| Año                | Lugar                    | Medalla          | Prueba           |
| 1937               | Ámsterdam (Países Bajos) | Medalla de oro   | Doble scull      |